# Saltenia ibanezi
Genre
Espèce
Saltenia ibanezi est une espèce éteinte d'amphibiens de la famille des Pipidae, la seule du genre Saltenia.

## Répartition
Cette espèce a été découverte en Argentine dans des calcaires et siltstones lacustres datant du Campanien (Crétacé supérieur), soit il y a environ entre 83,6 à 72,2 millions d'années.

## Publication originale
- (es) Reig, 1959 : Primeros datos deseriptivos sobre los anuros del Eocretaceo de la Provincia de Salta (Eep. Argentina). Ameghiniana, vol. 1, p. 3-8.